# Markéta Chlumská
Markéta Chlumská (née Tomanová le 10 février 1982 à Brno) est une joueuse tchèque de volley-ball. Elle mesure 1,77 m et joue au poste de libero.

## Clubs
| Club                    | De        | À         |
| ----------------------- | --------- | --------- |
| DDM Spoj Brno           | 1992-1993 | 1995-1996 |
| KP Brno                 | 1997-1998 | 1998-1999 |
| VK Královo Pole         | 2000-2001 | 2003-2004 |
| Longa '59 Lichtenvoorde | 2004-2005 | 2004-2005 |
| VK Královo Pole         | 2005-2006 | 2007-2008 |
| VK Prostějov            | 2008-2009 | 2012-2013 |
| VK Královo Pole         | 2013-2014 | 2013-2014 |
| Volejbal Brno           | 2018-2019 | …         |

## Palmarès

### Équipe nationale
- Championnat d'Europe des moins de 20 ans
  - Vainqueur : 2000.

### Clubs
- Championnat de République tchèque
  - Vainqueur : 2002, 2003, 2004, 2006, 2007, 2009, 2010, 2011, 2012, 2013.
- Coupe de République tchèque
  - Vainqueur : 2013.
- Championnat des Pays-Bas
  - Vainqueur : 2005.